# Iglesia de Alejandro Nevski (Ganyá)
La iglesia de Alejandro Nevski es un templo de la Iglesia ortodoxa rusa situada en Ganyá y construida en 1887. Los servicios religiosos se llevan a cabo los sábados y domingos, y también durante las doce grandes fiestas y días festivos. Andrey Bezotosny es actualmente el sacerdote de la iglesia.
Ubicado en el distrito de Nizami de la ciudad. Entre las iglesias ortodoxas existentes en Azerbaiyán, es una de las más antiguas —la segunda en edificios después de la Iglesia del Arcángel Miguel (Bakú) —. 
Está incluida en el Registro Nacional de Monumentos de Historia de la República de Azerbaiyán con el n.º 3855.

## Historia
La iglesia fue construida en el sitio de un antiguo cementerio, destinado a fines caritativos por los cristianos ortodoxos y musulmanes locales. A partir de 1916, la iglesia fue considerada una catedral. La iglesia de Alejandro Nevski fue construida en el estilo bizantino con el uso del ladrillo llamado plinfa. En 1931, la iglesia fue cerrada, y de 1935 a 1938 el edificio albergó el museo de historia local. Posteriormente el museo fue trasladado a otro edificio y la iglesia se convirtió en almacén.
En 1946, el edificio fue reabierto como iglesia. Los iconos del interior prerrevolucionario han sobrevivido. Entre ellos hay iconos de San Alejandro Nevski y María Magdalena.
En septiembre de 1997, se celebró el 110 aniversario de la iglesia.
En 2017, la iglesia fue renovada para conmemorar el 130 aniversario del edificio.

## Galería

Interior de la iglesia
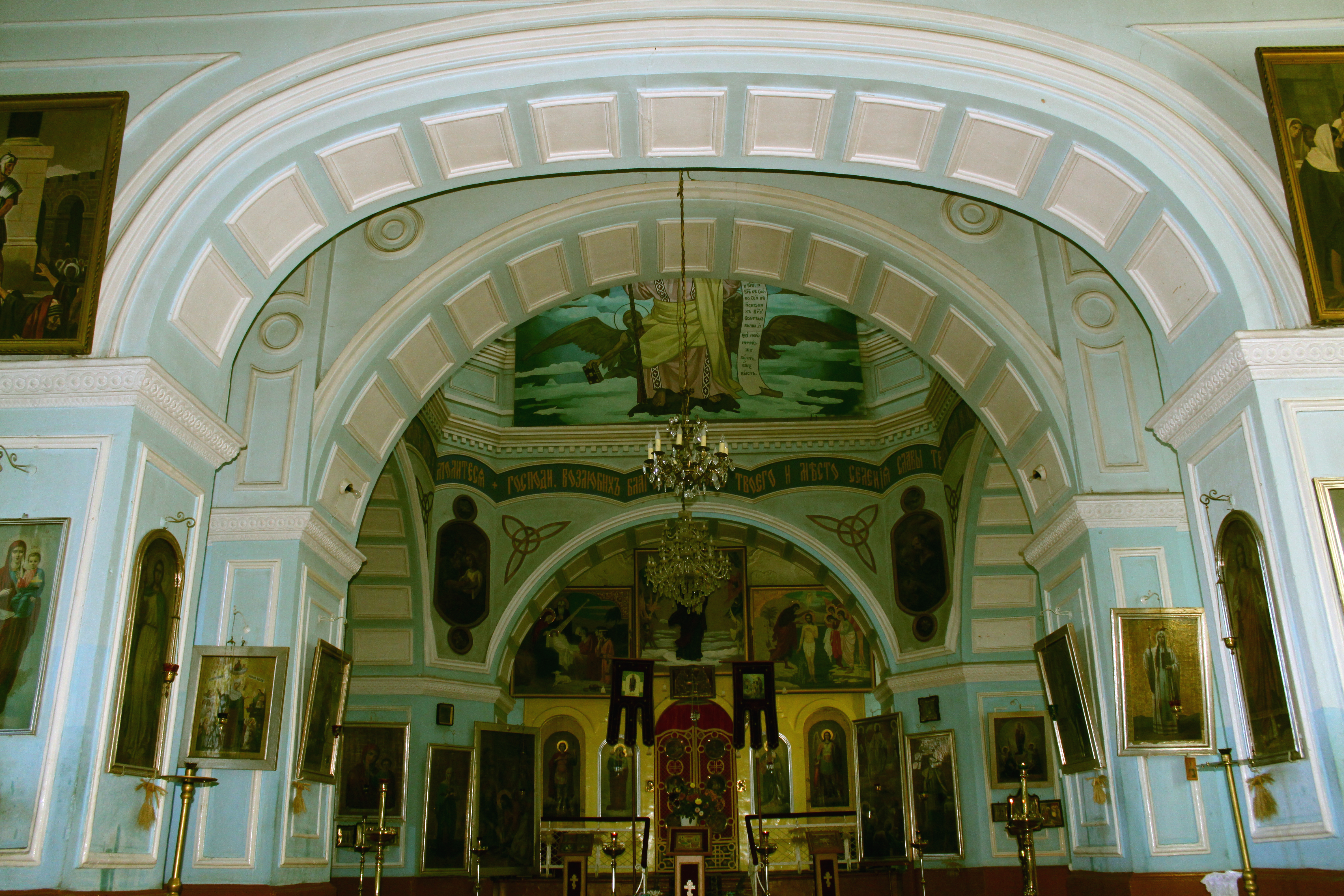
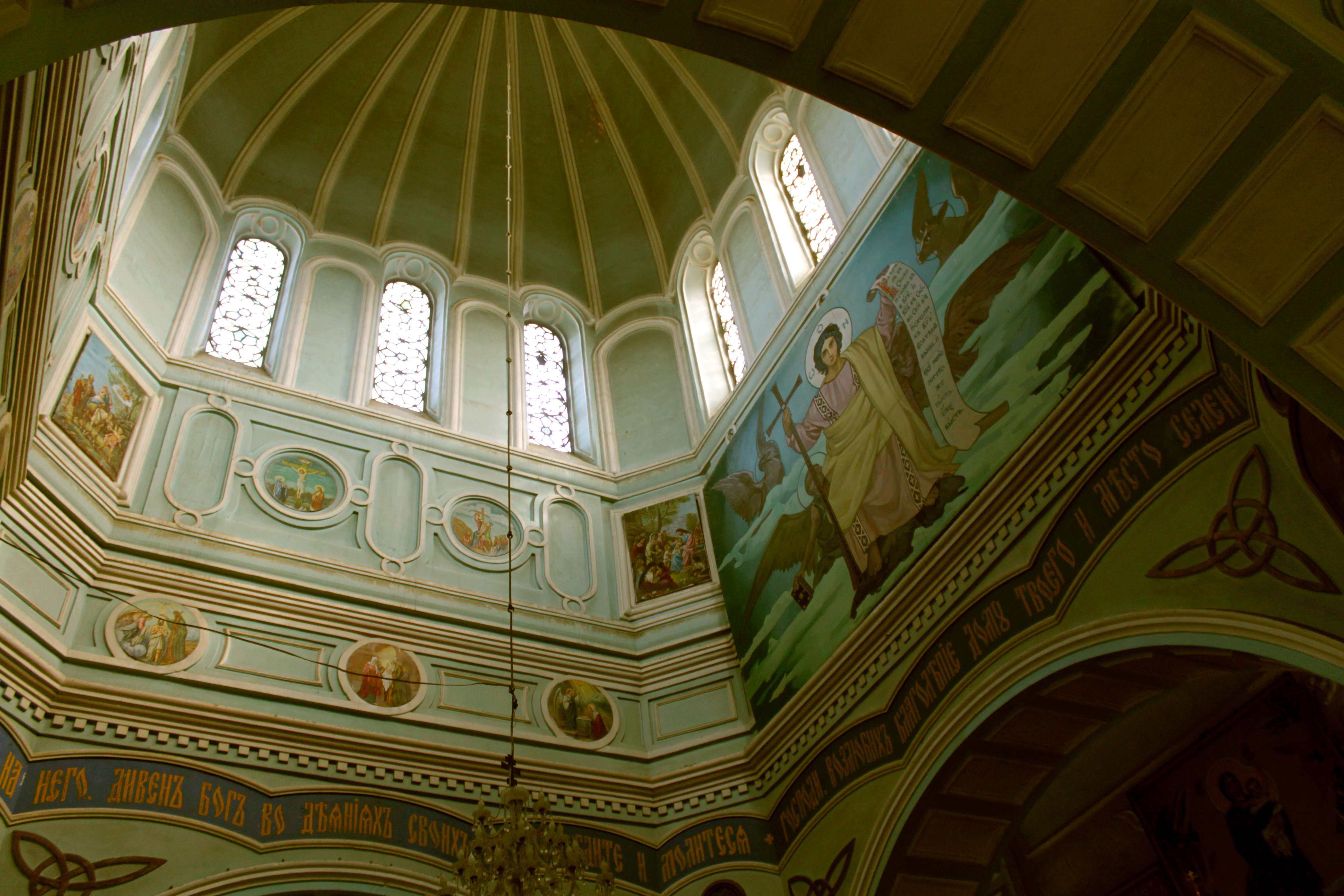
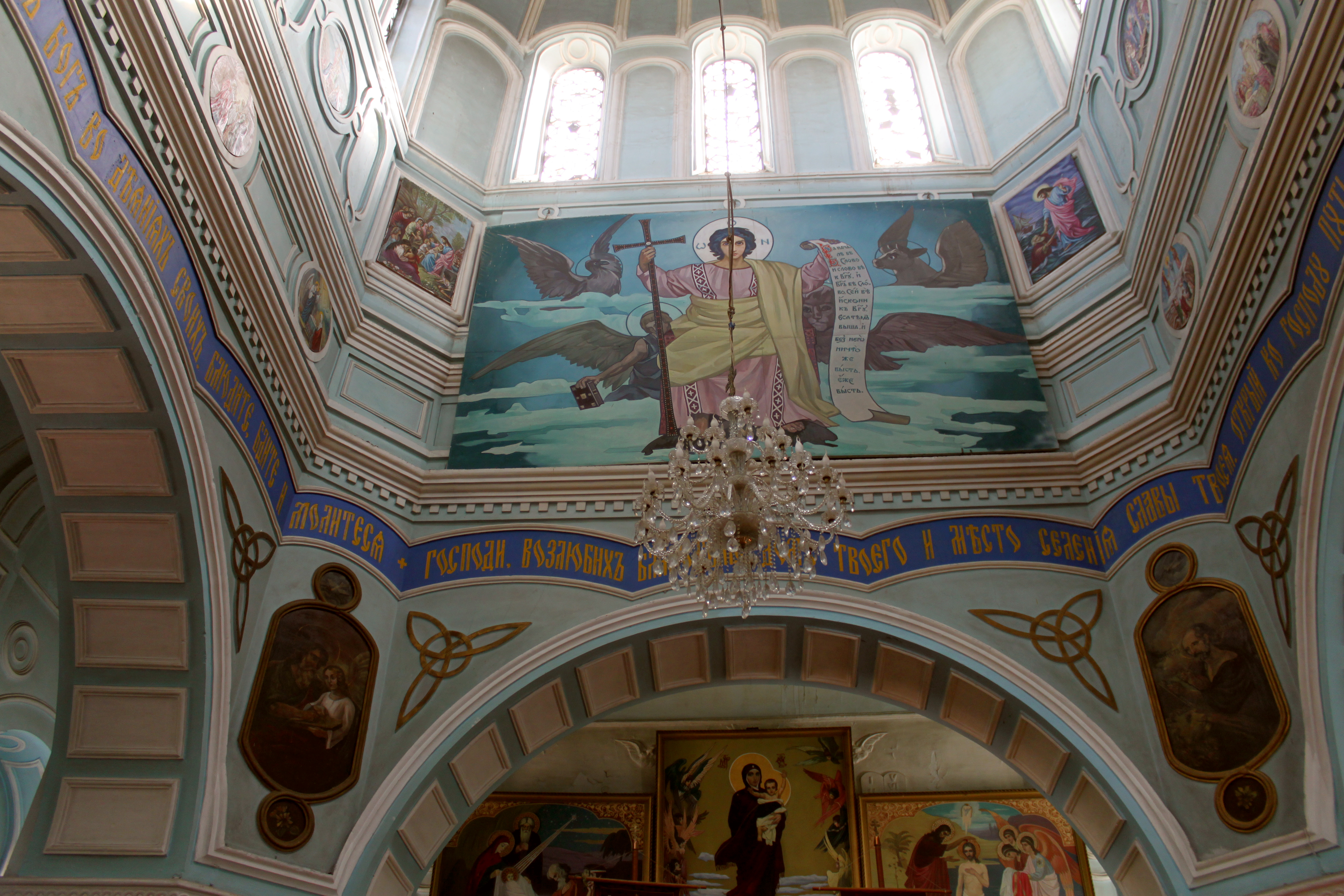